# Бистре-Хшани
Бистре-Хшани (пол. Bystre-Chrzany) — село в Польщі, у гміні Кшиновлоґа-Мала Пшасниського повіту Мазовецького воєводства.
Населення — 23 особи (2011).
У 1975-1998 роках село належало до Остроленцького воєводства.

## Демографія
Демографічна структура станом на 31 березня 2011 року:
|          | Загалом | Допрацездатний вік | Працездатний вік | Постпрацездатний вік |
| -------- | ------- | ------------------ | ---------------- | -------------------- |
| Чоловіки | 14      | 4                  | 9                | 1                    |
| Жінки    | 9       | 2                  | 2                | 5                    |
| Разом    | 23      | 6                  | 11               | 6                    |